# Parafia Najświętszej Maryi Panny Królowej Polski w Jelczu-Laskowicach
Parafia Najświętszej Maryi Panny Królowej Polski w Jelczu-Laskowicach – katolicka parafia archidiecezji wrocławskiej należąca do dekanatu Jelcz-Laskowice.  Była pierwszą siedzibą tego dekanatu. Obsługiwana jest przez kapłanów diecezjalnych. Erygowana w 1945. Mieści się przy ulicy Oławskiej. Aktualnym jej proboszczem jest ks. Piotr Marcinów. Jego poprzednikami byli: ks. Henryk Szeloch, ks.Antoni Liniewicz, ks. Józef Cięciwa, ks. Marian Mościński, ks. Edward Taraszka, ks. Stanisław Polonis i ks. Rajmund Kujawa. Na terenie parafii znajdują się dwie świątynie: kościół parafialny z 1848 roku i kaplica mszalna pw. Miłosierdzia Bożego z 1995 roku oraz Ośrodek Duszpasterski parafii pw. św. Elżbiety we Wrocławiu. Ostatnimi czasy parafię dwukrotnie nawiedziła powódź: 11 lipca 1997 roku oraz 21 maja 2010 roku wyrządzając na jej terenie wiele szkód materialnych, które jednak udało się naprawić w stosunkowo krótkim czasie dzięki ogromnemu zaangażowaniu mieszkańców Jelcza - Laskowic i ludzi dobrej woli spoza tego miasta.
Przy parafii swoją działalność prowadzą: Żywy Różaniec, Schola parafialna, Podwórkowe Kółka Różańcowe, Modlitewne Koło Bożego Miłosierdzia, Eucharystyczny Ruch Młodych, Katolickie Stowarzyszenie Młodzieży, Liturgiczna Służba Ołtarza (ministranci, lektorzy, ojcowie - ministranci). Działa również od niedawna parafialna świetlica dla dzieci i młodzieży.